# Manfred Willms

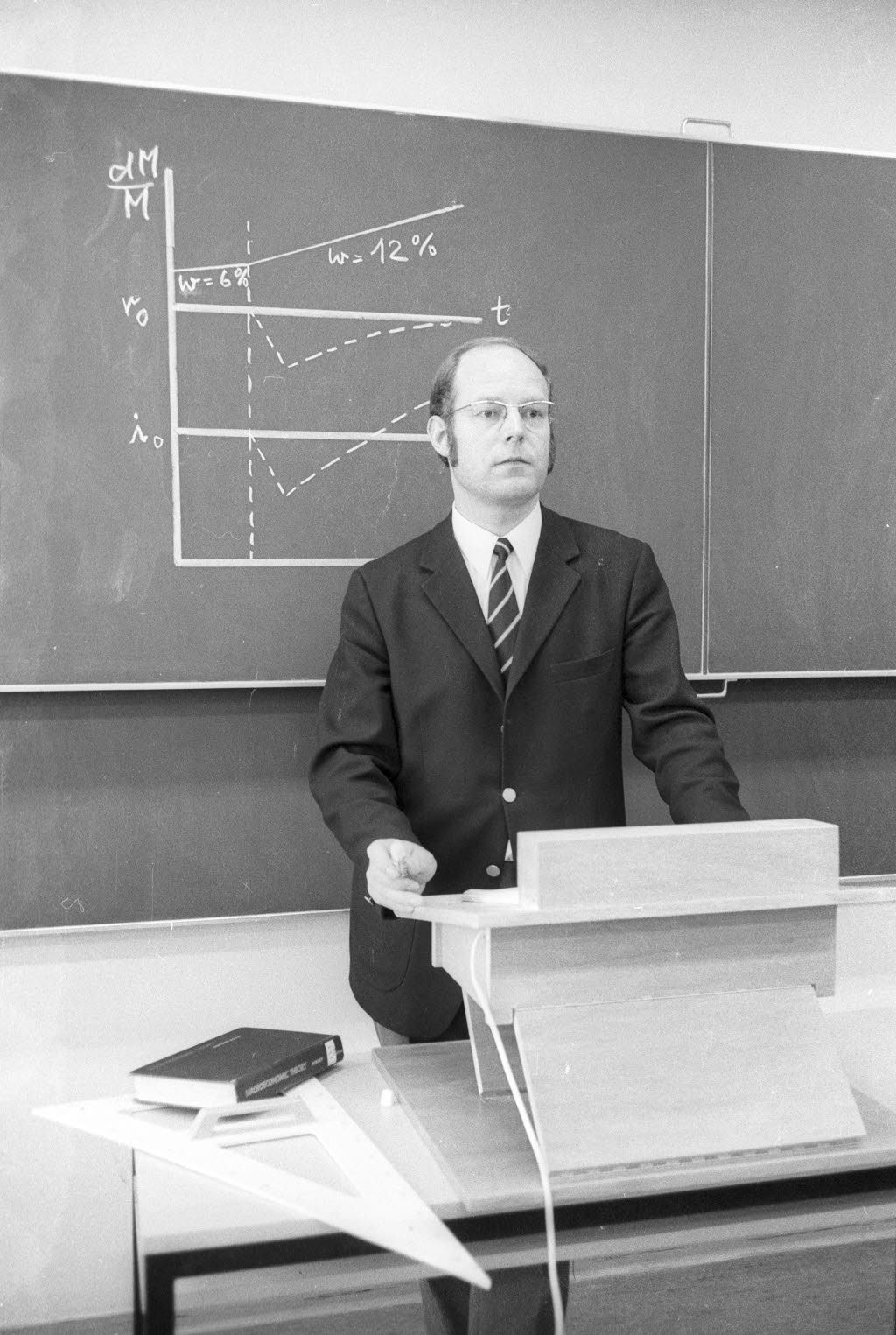
Manfred Willms (1972)

Manfred Willms (geb. 27. Juni 1934 in Lüneburg; gest. 2. September 2024 in Kiel) war ein deutscher Professor für Volkswirtschaftslehre; zuletzt Direktor des Instituts für Wirtschaftspolitik sowie des Instituts für Regionalforschung.

## Leben
Manfred Willms lehrte Volkswirtschafts-Politik, insbesondere Wirtschaftspolitik, an der Christian-Albrechts-Universität zu Kiel.
Seine wichtigsten Forschungsgebiete waren die Geldtheorie und Geldpolitik sowie die Internationale Währungspolitik.
Willms verfasste viele wissenschaftliche Werke, u. a.  Zinstheoretische Grundlagen der Geldpolitik (Berlin 1971) und Controlling Money in an Open Economy: The German Case (in: Review of the Federal Reserve Bank of St. Louis, Missouri, April 1971).
Willms war Mitunterzeichner des eurokritischen Manifests Die währungspolitischen Beschlüsse von Maastricht: Eine Gefahr für Europa (1992).

## Werke (Auswahl)
- Die Stellung der Mineralölindustrie im Industrialisierungsprozeß. Ein Beitrag zur sektoralen Wachstumsanalyse, Westdeutscher Verlag, Köln 1964.
- Zinstheoretische Grundlagen der Geldpolitik, Duncker & Humblot, Berlin 1971 (Untersuchungen über das Spar-, Giro- und Kreditwesen, Band 53), ISBN 3-428-02452-4.
- Theorie der Geldpolitik (zusammen mit Jürgen Siebke), Springer, Berlin 1974 (Heidelberger Taschenbücher, Band 157), ISBN 0-387-06918-6.
- Internationale Währungspolitik. 2., überarbeitete und erweiterte Auflage, Vahlen, München 1995, ISBN 3-8006-1999-7.
- Private Finanzierung von Infrastrukturinvestitionen. Theoretische und empirische Grundlagen, Nomos, Baden-Baden 1998, ISBN 3-7890-5573-5.
- Die wirtschaftliche Gestaltung des vereinigten Deutschland 1989/90. Ökonomische Fragen. In: Jürgen Elvert, Friederike Krüger (Hrsg.): Deutschland 1949-1989. Von der Zweistaatlichkeit zur Einheit. Franz Steiner, Stuttgart 2003, S. 141, ISBN 3-515-08298-0.